# ГЕС Nam Theun 1
ГЕС Nam Theun 1 – гідроелектростанція, що споруджується у центральній частині Лаосу. Знаходячись після ГЕС Theun Hinboun, становитиме нижній ступінь в каскаді на річці Nam Kading (у верхів’ї новить назву Nam Theun), лівій притоці найбільшої річки Південно-Східної Азії Меконгу (впадає до Південно-Китайського моря на узбережжі В’єтнаму).
В межах проекту річку перекриють греблею із ущільненого котком бетону висотою 187 метрів та довжиною 771 метр, яка потребуватиме 4,4 млн м3 матеріалу (в т.ч. 0,272 млн м3 звичайного бетону). Для відведення води на час будівництва спорудили тунель довжиною 0,93 км з діаметром 13 метрів. Гребля утримуватиме водосховище з площею поверхні 93,6 км2 та об’ємом 3009 млн м3. 
Зі сховища ресурс подаватиметься у підвідний тунель довжиною 0,43 км з діаметром 12,9 метра, який переходитиме у три напірні водоводи – один діаметром 5,5 метра та два діаметром по 7,2 метра. Основне обладнання станції складатимуть три гідроагрегати з турбінами типу Френсіс, розміщені у шахтах глибиною 51 метр (агрегат №1) та 57 метрів (у випадку агрегатів №2 та №3). Один з них матиме потужність 132,5 МВт, тоді як показники ще двох будуть більшими – по 265 МВт. Турбіни працюватимуть при напорі у 140 метрів.
Видача продукції відбуватиметься по ЛЕП, розрахованій на роботу під напругою 500 кВ.
Проект, завершення якого заплановане на 2020 рік, реалізують місцева Phonesack Group (60%), таїландська Electricity Generating Public Company (EGCO, 25%) та державна лаоська Electricité du Laos (15%). Більша частина потужності станції (514 МВт) законтрактована на довгостроковій основі для постачання до енергосистеми Таїланду.